# Myopa rubida
Myopa rubida är en tvåvingeart som först beskrevs av Jacques-Marie-Frangile Bigot 1887.  Myopa rubida ingår i släktet Myopa och familjen stekelflugor. Inga underarter finns listade i Catalogue of Life.